# Hagavik
Hagavik is een plaats in de gemeente Bjørnafjorden in de Noorse provincie Vestland. Hagavik telt 1538 inwoners (2007) en heeft een oppervlakte van 1,36 km².
Eikelandsosen · Hagavik · Osøyro · Søfteland · Søre Øyane · Søvik